# Atletica leggera alla XXIX Universiade - 1500 metri piani maschili
I 1500 metri piani maschili alla XXIX Universiade si sono svolti dal 23 al 25 agosto 2017.

## Podio
| Oro     | Timo Benitz Germania        |
| Argento | Alexis Miellet Francia      |
| Bronzo  | Jonathan Davies Regno Unito |

## Risultati

### 1º turno
Passano in finale i primi tre atleti di ogni batteria (Q) e i tre atleti con i migliori tempi tra gli esclusi (q).
| Posizione | Batteria | Nome                       | Nazione        | Tempo   | Note                                     |
| --------- | -------- | -------------------------- | -------------- | ------- | ---------------------------------------- |
| 1         | 1        | Charles Grethen            | Lussemburgo    | 3:43.62 | Q                                        |
| 2         | 1        | Timo Benitz                | Germania       | 3:43.93 | Q                                        |
| 3         | 1        | Jonathan Davies            | Regno Unito    | 3:43.95 | Q                                        |
| 4         | 1        | Simas Bertašius            | Lituania       | 3:44.33 | q,                                       |
| 5         | 1        | Takieddine Hedeilli        | Algeria        | 3:44.49 | q                                        |
| 6         | 1        | Mateusz Borkowski          | Polonia        | 3:45.29 | q,                                       |
| 7         | 1        | Jonas Raess                | Svizzera       | 3:45.51 |                                          |
| 8         | 1        | Martin Casse               | Francia        | 3:46.08 |                                          |
| 9         | 2        | Alexis Miellet             | Francia        | 3:46.76 | Q                                        |
| 10        | 2        | Fernando Martínez          | Messico        | 3:46.88 | Q                                        |
| 10        | 2        | Isaac Hockey               | Australia      | 3:46.88 | Q                                        |
| 12        | 2        | Joao Bussotti Neves Junior | Italia         | 3:46.89 |                                          |
| 13        | 2        | James Bellemore            | Canada         | 3:46.95 |                                          |
| 13        | 2        | Elmar Engholm              | Svezia         | 3:46.95 |                                          |
| 15        | 2        | Levent Ateş                | Turchia        | 3:47.85 |                                          |
| 16        | 1        | Fortunate Turihohabwe      | Uganda         | 3:48.20 | Miglior prestazione personale            |
| 17        | 3        | Grzegorz Kalinowski        | Polonia        | 3:49.14 | Q                                        |
| 18        | 1        | Soufiane El Kabbouri       | Italia         | 3:49.22 |                                          |
| 18        | 2        | Jeremiah Motsau            | Sudafrica      | 3:49.22 |                                          |
| 20        | 2        | Mihn Kyun Cho              | Danimarca      | 3:49.38 | Miglior prestazione personale            |
| 21        | 3        | Rantso Mokopane            | Sudafrica      | 3:49.84 | Q                                        |
| 22        | 3        | Cole Peterson              | Canada         | 3:50.12 | Q                                        |
| 23        | 3        | Zemen Addis                | Etiopia        | 3:50.43 |                                          |
| 24        | 2        | Simon Rogers               | Nuova Zelanda  | 3:50.74 |                                          |
| 25        | 3        | Pieter Claus               | Belgio         | 3:50.97 |                                          |
| 26        | 3        | Mikkel Dahl-Jessen         | Danimarca      | 3:51.20 |                                          |
| 27        | 1        | Musulman Dzholomanov       | Kirghizistan   | 3:51.34 | Miglior prestazione personale            |
| 28        | 3        | Abderezak Khelili          | Algeria        | 3:51.45 |                                          |
| 29        | 3        | Adam Pyke                  | Australia      | 3:52.77 |                                          |
| 30        | 2        | Cristofer Jarpa            | Cile           | 3:53.24 |                                          |
| 31        | 3        | Kevin Kelly                | Irlanda        | 3:53.77 |                                          |
| 32        | 3        | Ruben Palma                | Cile           | 3:54.97 |                                          |
| 33        | 1        | Hugo Rocha                 | Portogallo     | 3:55.49 |                                          |
| 34        | 3        | Christos Dimitriou         | Cipro          | 3:55.96 |                                          |
| 35        | 3        | Abeykoon Jayasundara       | Sri Lanka      | 3:59.32 | Miglior prestazione personale stagionale |
| 36        | 2        | Óscar Romero               | Colombia       | 4:00.41 |                                          |
| 37        | 1        | Ahmed Ali Al-Aamri         | Oman           | 4:00.64 |                                          |
| 38        | 3        | Timothy Ongom              | Uganda         | 4:00.77 |                                          |
| 39        | 1        | Mohammed Shafic Ali        | Ghana          | 4:07.15 |                                          |
| 40        | 3        | Victor Leon                | Colombia       | 4:09.90 |                                          |
| 41        | 3        | Ahmed Al-Muyidi            | Arabia Saudita | 4:28.53 |                                          |
| 42        | 2        | Mazin Al-Subeihi           | Oman           | 4:28.92 |                                          |

### Finale
| Pos. | Corsia | Nome                | Nazionalità | Tempo   | Note |
| ---- | ------ | ------------------- | ----------- | ------- | ---- |
|      | 5      | Timo Benitz         | Germania    | 3'43"45 |      |
|      | 1      | Alexis Miellet      | Francia     | 3'43"91 |      |
|      | 3      | Jonathan Davies     | Regno Unito | 3'43"99 |      |
| 4    | 2      | Grzegorz Kalinowski | Polonia     | 3'44"57 |      |
| 5    | 11     | Charles Grethen     | Lussemburgo | 3'44"59 |      |
| 6    | 9      | Isaac Hockey        | Australia   | 3'45"32 |      |
| 7    | 12     | Simas Bertašius     | Lituania    | 3'46"05 |      |
| 8    | 7      | Takieddine Hedeilli | Algeria     | 3'46"87 |      |
| 9    | 4      | Fernando Martínez   | Messico     | 3'47"18 |      |
| 10   | 6      | Cole Peterson       | Canada      | 3'47"95 |      |
| 11   | 8      | Rantso Mokopane     | Sudafrica   | 3'47"97 |      |
| 12   | 10     | Mateusz Borkowski   | Polonia     | 3'50"99 |      |